# Родс (Ајова)
Родс (енгл. Rhodes) град је у америчкој савезној држави Ајова. По попису становништва из 2010. у њему је живело 305 становника.

## Демографија
Према попису становништва из 2010. у граду је живело 305 становника, што је 11 (3,7%) становника више него 2000. године.
| Група             | 2000.       | 2010.       |
| Белци             | 290 (98,6%) | 294 (96,4%) |
| Афроамериканци    | 0 (0,0%)    | 0 (0,0%)    |
| Азијати           | 2 (0,7%)    | 1 (0,3%)    |
| Хиспаноамериканци | 0 (0,0%)    | 7 (2,3%)    |
| Укупно            | 294         | 305         |